# بويطيخاوية
البويطيخاوية (الاسم العلمي: Melothrieae) هي قبيلة من النباتات تتبع الفصيلة القرعية من رتبة القرعيات.

## أجناس البويطيخاوية
- البويطيخ